# Gílson Paulo
Gilson Paulo de Mello Filho (nacido el 1 de mayo de 1959), conocido simplemente como Gilson Paulo, es un entrenador de fútbol brasileño, quien dirigió el equipo nacional de Guinea Ecuatorial del 1 de enero de 2012 hasta julio del mismo año.

## Carrera
Aunque su contrato con Guinea Ecuatorial tuvo una duración de dos meses,la victoria de la selección nacional en la Copa Africana de Naciones 2012 contra Libia y,sobre todo contra Senegal logró que se extendiera a un año.

### Vasco da Gama
Gilson Paulo anteriormente había sido un director de deportes en la academia de club brasileño Vasco da Gama.Donde iba a devolver a mediados de febrero.

### Clubes
| Club               | País                         | Año               |
| ------------------ | ---------------------------- | ----------------- |
| Selección nacional | Bandera de Guinea Ecuatorial | 2012 - actualidad |